# Mekhtishen
Mekhtishen (azerbajdzjanska: Mehdibəyli, armeniska: Lusadzor, Մեխկիշեն, Լուսաձոր, ryska: Мехдишен, armeniska: Mekhkishen) är en ort i Azerbajdzjan.   Den ligger i distriktet Xocalı Rayonu, i den centrala delen av landet, 270 km väster om huvudstaden Baku. Mekhtishen ligger 823 meter över havet och antalet invånare är 177.
Terrängen runt Mekhtishen är kuperad. Runt Mekhtishen är det ganska tätbefolkat, med 160 invånare per kvadratkilometer.. Närmaste större samhälle är Stepanakert, 8,5 km söder om Mekhtishen. 
Omgivningarna runt Mekhtishen är en mosaik av jordbruksmark och naturlig växtlighet.